# 関東自動車那須塩原営業所
関東自動車那須塩原営業所（かんとうじどうしゃ なすしおばらえいぎょうしょ）は、栃木県那須塩原市下中野にある関東自動車のバス営業所。

## 概要
当営業所は、東野鉄道により東野鉄道黒磯営業所（とうやてつどう くろいそえいぎょうしょ）として栃木県黒磯町に設置され、1969年に東野交通へ社名変更、1970年に黒磯町が黒磯市へ市制施行、その後東野交通大田原営業所を統合、2005年10月に黒磯市が周辺の塩原町及び西那須野町と新設合併し那須塩原市発足、2018年10月1日の東野交通と関東自動車の経営統合により東野交通黒磯営業所に関する路線および車両・施設を継承し関東自動車東野黒磯営業所（かんとうじどうしゃとうやくろいそえいぎょうしょ）に改組発足。2019年10月に現在地へ移転改称した。
当営業所の直接的なルーツではないが、昭和初期に関東自動車黒磯営業所および関東自動車西那須野営業所も一時期存在していた。1944年の陸上交通事業調整法により関東自動車は栃木県北エリアの路線バス運行を東野鉄道へ譲り同地区からは撤退した。
所属車輌のナンバープレートは、当初は「栃」そして「栃木」で、1999年以降は「宇都宮」、2016年10月10日よりご当地ナンバーの「那須」で登録されている。

## 沿革

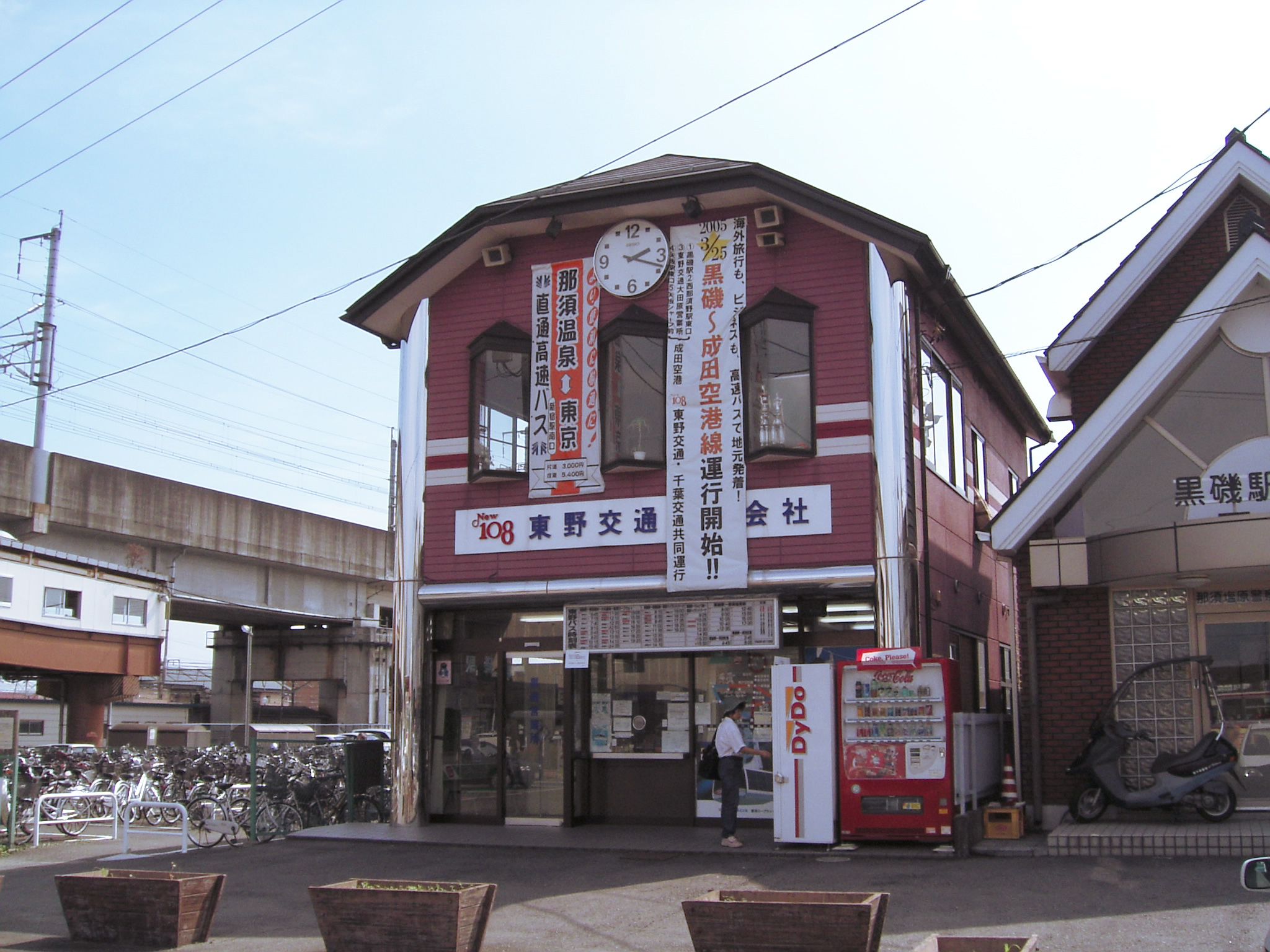
黒磯駅前の旧案内所兼営業所事務所

### 東野交通大田原営業所
大田原町新富町の旧東毛自動車のバス営業所跡地に開設、1966年に美原の地に移転した。1969年の鉄道線廃線後に旧大田原駅跡に移転、美原のバス車庫跡は、1972年に東野ボウル（後に売却され王冠ボウルとして現存）設置。旧大田原駅へ東野第一ビル建設後に車庫を浅香に再移転、末期の住所表示は栃木県大田原市浅香1丁目6-23で、路線車両と貸切車両が配置されていた。黒磯営業所に統合後の跡地は売却された。同所行の路線バス折り返し場として西方数100mの場所に旅行部大田原営業所（経営統合で関東ツアーサービス県北旅行センターに改称。後に那須塩原営業所へ移転）と同居した転向場が設置された。
所在地の推移
- 大田原市新富一丁目（美原に移転するまで）[1]
- 大田原市美原町3302[9]
- 大田原市山の手2丁目15-1[10][11]
- 大田原市浅香町3542-14[12]

### 東野交通黒磯営業所
東野交通黒磯営業所末期の事務所はバス案内所を兼ねて黒磯駅前にあったが、黒磯駅前再開発工事のためで2018年2月末で閉鎖され、錦町車庫内に仮事務所を設置していた。車庫や整備場は黒磯駅周辺に分散しており、乗務員は点呼後に徒歩や自家用車で車庫へ出向き出庫した。
大田原営業所を統合した黒磯営業所は広範囲に路線を持っていたが、車両配置は黒磯駅近くにある錦町車庫と大田原市黒羽向町に所在する黒羽車庫のみのため、黒磯駅前 - 那須塩原駅、黒磯駅前 - 黒羽車庫、黒磯駅前 - 西那須野駅、黒磯駅前 - 黒田原駅・伊王野などを回送していた。
所在地の推移
- 黒磯市黒磯40[10]
- 黒磯市本町1-1[11]

2017年7月31日現在、乗合車両27台、高速用5台、特定車両4台、貸切車両1台が配置されていた。このうち、特定輸送は那須塩原駅 - 那須ガーデンアウトレットの無料シャトルバスおよび私立の矢板中央高等学校のスクール輸送で、各2台の専用車を用意した。

### 関東自動車東野黒磯営業所
2018年10月1日の東野交通と関東自動車の経営統合により発足。所在地は那須塩原市錦町37-92で旧東野交通黒磯営業所錦町車庫の仮設事務所を引き継いだ。利用者用窓口として那須塩原市本町の黒磯駅前バス待機場の一角に黒磯駅前定期券販売所を設置。

### 関東自動車那須塩原営業所
2019年10月に車庫や整備場などの営業所機能は現在地に移転統合したが、黒磯駅前定期券販売所は引き続き設置し、2020年9月1日より新築された黒磯駅隣接の那須塩原市図書館みるるへ移転した。

### 関東自動車西那須野営業所
1932年7月、関東自動車は宇都宮運輸事務所長の援助により西那須野駅構内バス営業の独占を図り、既存営業会社等の買収に乗り出す。
- 1932年（昭和7年）10月7日 川島屋、塩原電車の営業権を買収し塩原方面の路線バス運行開設[16]。
- 1933年（昭和8年）
  - 5月18日 東毛自動車から西那須野駅 - 大田原 - 黒羽および大田原-佐久山の営業権を買収し大田原方面の路線バス運行開始[16]
  - 7月13日 塩原自動車の営業権を買収[16]
  - 8月14日 大和屋の営業権を買収し、西那須野駅から塩原温泉間の路線バス営業を独占[16]
  - 12月27日 西那須野駅から大田原方面および大田原から佐久山の路線バス営業権を東野鉄道へ譲渡[16]
- 1937年（昭和12年）9月30日 路線バスは営業休止し省営自動車へ営業権譲渡[16]
- 1938年（昭和13年）11月4日 西那須野駅から塩原温泉間の路線バス廃止[16]
- 1940年（昭和15年）11月 タクシー部門西那須野営業所と大田原などでタクシー営業をしていた長谷川自動車商会が中心となり、小規模タクシー業者の営業権や車両を買収し塩原自動車を設立[16]

### 関東自動車黒磯営業所
- 1934年（昭和9年）
  - 前年の西那須野 - 塩原温泉間の独占完了に続き、黒磯 - 那須温泉間の路線バス事業を企図し、それぞれ旅館と直結した運営でしのぎを削っていた松川屋自動車、小松屋自動車、山楽自動車、煙草屋自動車、黒磯自動車、阿久津自動車の6業者と買収交渉をはじめた。一度は合意には至らなかったが、再三の協議により松川屋、煙草屋、黒磯自動車の3業者が買収に応じた[17][18]。
  - 7月21日から関東自動車の路線として黒磯 - 那須温泉間運行開始、煙草屋旅館の一室を借りて事務所とした。買収に応じなかった3社は合併し那須温泉自動車となった[17]。
- 地方の小規模乗車の合併統合が推進され、黒磯でも黒磯町長植竹虎太の斡旋により関東自動車と那須温泉自動車が協議し、合同で新会社設立に同意した[18]。
- 1937年（昭和12年）6月1日 関東自動車黒磯営業所と那須温泉自動車は統合され、那須合同自動車設立[17]。黒磯営業所は廃止[19]。
- 1944年（昭和19年）4月 政策によりバス路線は東野鉄道へ強制的に統合され、那須合同自動車はハイヤー部門のみに縮小された。このとき、那須合同自動車から取締役2名、顧問1名が東野鉄道に就任し、経営に参画することとなった[17]。

## 那須塩原営業所の年譜
- 1933年（昭和8年） - 東野鉄道が関東自動車の営業権を買収し西那須野 - 大田原間などを運行開始[2]。
- 1938年（昭和13年）6月1日  - 那須合同自動車設立により関東自動車黒磯営業所の路線車両を移譲し黒磯営業所は廃止[19]。
- 1944年（昭和19年）- 那須合同自動車のバス路線、板室自動車（黒磯 - 板室温泉間運行）と矢野自動車商会が強制的に統合された
- 1966年（昭和41年） - 大田原営業所を新富町から美原に新築移転[2]。
- 1968年（昭和43年）12月16日 - 鉄道線廃止
- 1969年（昭和44年）6月 - 東野鉄道から東野交通へ社名変更
- 1971年頃 - 大田原営業所を大田原駅跡へ移転[注 1]
- 1972年（昭和47年）8月 - 大田原市美原の営業所跡地に東野ボウル設置[20]
- 1989年（平成元年） - 黒磯営業所を出張所化[2]。
- 1994年（平成6年） - この時点では、営業所は大田原で、黒磯は出張所であった[21]。
- 時期不明 -  大田原営業所を黒磯営業所に統合。
- 1999年（平成11年）7月20日 - 那須ミュージアムめぐり運行開始[22]
- 2002年（平成14年）9月20日 - ジェイアールバス関東と共同運行で、もみじ号那須線運行開始[22]
- 2005年3月25日 黒磯 - 成田空港間の高速バス運行開始
- 2006年10月31日 黒磯 - 成田空港間の高速バス廃止
- 2018年（平成30年）
  - 2月27日 - 黒磯駅前の案内所・事務所を閉鎖し、近隣の錦町車庫内に仮事務所を設置[13]。
  - 10月1日 - 経営統合により関東自動車の東野黒磯営業所となる[15]。
- 2019年（平成31年）4月1日 - りんどう湖・那須ハイランドパーク線を廃止[23]。小川方面各線、水遊園・馬頭線、大女高線を廃止[24]。那須高原観光周遊バス（きゅーびー号レッドLine）の受託運行開始[25]。
- 2019年（令和元年）
  - 10月1日 - 那須高原方面の路線を那須塩原駅始終着に統一。[26]
  - 10月7日 - 那須塩原市本町から那須塩原市下中野に移転。営業所名を那須塩原営業所に変更。[27]
- 2021年（令和3年）
  - 4月1日 - 22停留所の名称を変更。「那須塩原駅」→「那須塩原駅西口」、「黒磯駅」→「黒磯駅西口」、「大田原営業所」→「大田原中学校前」、「黒羽出張所」→「黒羽郵便局前」等。[28]
  - 5月16日 - 受託していた那須高原観光周遊バスきゅーびー号レッドLineの運行終了。12月からの冬季休業を4月以降も延長しそのまま終了となったため、実質的な営業終了は2020年11月末[29]。
- 2022年（令和4年）
  - 7月1日 - 那須町からの資金援助の上で那須高原観光周遊バスの運行を再開。[30]
- 2023年（令和5年）
  - 4月1日 - 「TBC学院前」→「紫塚交差点」、栃木県那須庁舎新築移転に伴い（旧）「那須庁舎前」→「正法寺入口」および「県北健康福祉センター」→「住吉町交差点」の合わせて3停留所の名称改称[31]。
- 2024年（令和6年）
  - 4月1日 - ダイヤ改正、大田原女子高校線（西那須野駅東口～大田原女子高）を平日のみ1往復新設[32]
  - 10月1日 - 那珂川町コミュニティバスの受託運行開始[33]。
- 2025年（令和7年）
  - 4月1日 - 2停留所の名称を変更（板室分署前→いたむろクリニック前、市民健康センター前→黒磯保健センター前）[34]。やしお観光バスが運行している那須塩原市営バス（ゆーバス）黒磯線および那須中央観光が運行している那須町民バス2路線が当営業所に移管[35]。

## 現行路線

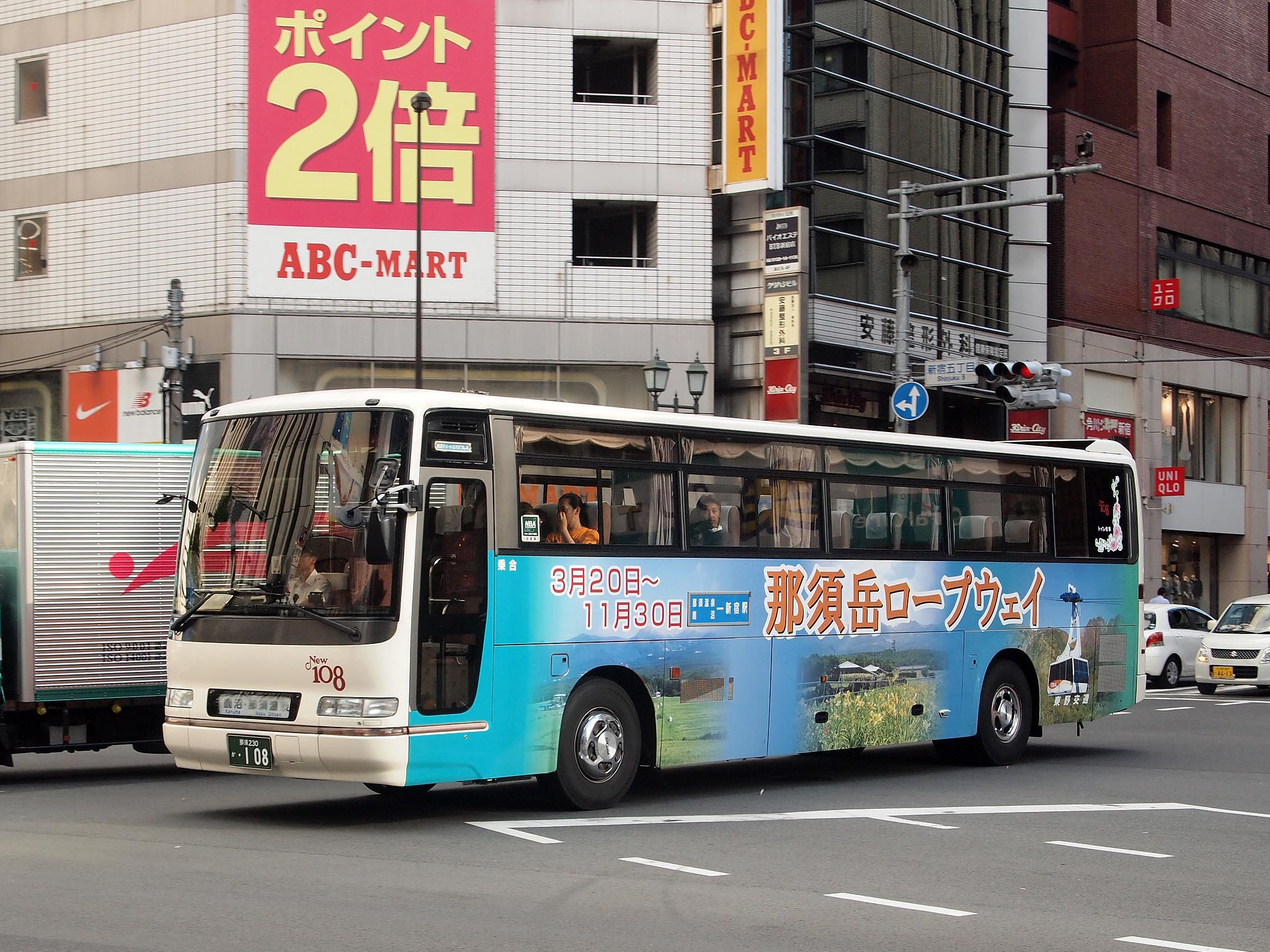
高速車は那須ロープウェイ広告ラッピングを纏う

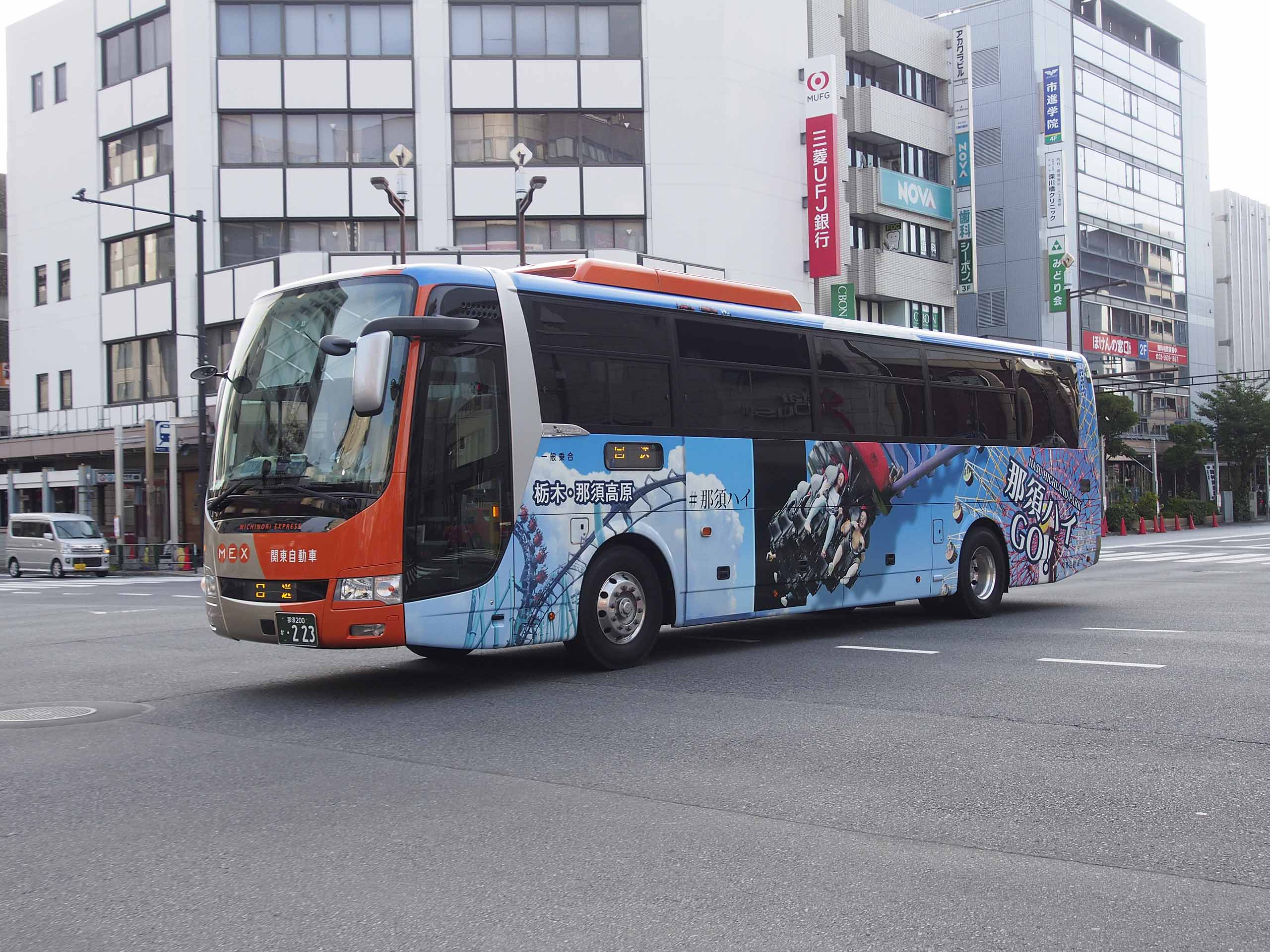
MEXカラーで導入の高速車は那須ハイランドパーク広告ラッピングを纏う

（太文字停留所は、途中始発終着の設定がなされている停留所）
（[カッコ]は行先番号）

### 一般路線

#### 那須地区
- [N3]那須塩原駅西口 - 文化会館前 - 黒磯駅西口 - 広谷地 - 一軒茶屋 - [Y50]那須湯本温泉 - [Y51]大丸温泉 - [Y52]那須ロープウェイ[注 2]
- [N3]那須塩原駅西口 - 共和大学 - 広谷地 - 一軒茶屋 - 那須湯本温泉 - 大丸温泉 - [Y52]那須ロープウェイ[注 3]
- [N3]那須塩原駅西口 - 文化会館前 - 黒磯駅西口 - 青木 - 戸田 - [M55]板室温泉 - 乙女の滝 - [M56]那須ハイランドパーク
- [D61]伊王野（上町） - 芦野仲町 - [D60]黒田原駅

#### 大田原地区
- [W2]西那須野駅東口 - [T40]那須赤十字病院
- [W2]西那須野駅東口 - トコトコ大田原前 - [T81]大田原中学校前[注 4]
- [W2]西那須野駅東口 - トコトコ大田原前 - [T82]大田原女子高校前[38]
- [W2]西那須野駅東口 - （一部那須赤十字病院経由） - トコトコ大田原前 - 上奥沢 - [T83]国際医療福祉大学 - [B70]黒羽郵便局前[注 5] - [B73]五峰の湯
- [T8]大田原市役所 - 上奥沢 - 国際医療福祉大学 - [B70]黒羽郵便局前 - [B73]五峰の湯
- [W2]西那須野駅東口 - トコトコ大田原前 - 佐良土 - 小川仲町 - 馬頭高校前 - [G90]馬頭車庫

### 受託運行
- 那須高原観光周遊バス
- 那須塩原市営バス（ゆーバス） （※黒磯線のみ）
- 那須町民バス
- 那珂川町コミュニティバス

### 高速路線
- バスタ新宿（新宿駅新南口） - 鹿沼インター入口 - アグリパル塩原・那須温泉／西那須野駅西口 「那須・塩原号」（JRバス関東と共同運行。王子駅、池袋駅東口<上り降車のみ>経由）

- - 2002年9月20日に運行開始[22]
  - 2016年（平成28年）4月4日より新宿駅の発着場所を新宿駅新南口（代々木）（降車は東口）からバスタ新宿（新宿駅新南口）に変更。
  - 2017年（平成29年）
    - 2月28日をもって鹿沼バスターミナル閉鎖に伴い、所要が10分短縮となる。
    - 7月14日から鹿沼インター入口バス停に乗り入れ、所要が5 - 7分延びる。

## 管轄廃止路線

### 受託運行（廃止）
- (旧)那須高原観光周遊バス（きゅーびー号レッドLine）※4月-11月までの季節運行、2021年で運行終了

### 一般路線（廃止）
東野黒磯営業所時代
- りんどう湖・那須ハイランドパーク線（那須塩原駅 - 黒磯駅 - りんどう湖 - 池田 - 一軒茶屋 - 南ヶ丘牧場 - 那須ハイランドパーク）[23]
- 西那須野駅東口 - （一部那須赤十字病院経由） - トコトコ大田原前 - 大田原女子高[注 6]  - （一部なかがわ水遊園経由） - 小川仲町 - 馬頭高校前 - 馬頭車庫

東野交通大田原営業所管轄時代
- 鬼怒川温泉駅 - 高徳三叉路 - 船生 - 玉生 - 矢板駅[注 7]
- 下今市駅 - 大谷向駅 - 新高徳駅 - 船生 - 玉生 - 矢板駅
- 宇都宮東武 - JR宇都宮駅 - 竹林 - 松下電器前 - 岡本駅入口 - 坂下宝積寺 - 氏家前売所 - 片岡駅 - 木幡 - 扇町 - 箒川袂[注 8] - 野崎駅入口 - 大田原営業所 - 大田原[注 9]

### 高速路線（東野交通黒磯営業所時代、廃止）
- 羽田空港 - 佐野新都市・宇都宮駅・東野交通本社営業所・氏家駅・西那須野駅・黒磯駅 「マロニエ号」（関東自動車・東京空港交通と共同運行）
  - 2002年（平成14年）7月27日、黒磯まで路線延長により担当[22]
  - 2013年（平成25年）12月16日より黒磯駅 - 氏家駅間を廃止、路線短縮と同時に運行と車両を本社営業所（現平出営業所）へ移管
- 成田国際空港 - 矢板・大田原・黒磯 「かざはな号」（千葉交通と共同運行）は、2006年10月31日をもって廃止。